# Christiaan Huygens
Christiaan Huygens (n. 14 aprilie 1629 – d. 8 iulie 1695) a fost un matematician, astronom și fizician neerlandez. S-a născut în Haga, fiind fiul lui Constantijn Huygens. A studiat dreptul și matematica la Universitatea din Leiden și la College van Oranje din Breda, iar apoi interesul i s-a orientat către științe. În general, istoricii consideră că a fost savantul cu care a început revoluția științifică.
În 1655 a descoperit satelitul Titan, primul satelit cunoscut al planetei Saturn. În fizică este celebru pentru că a formulat teoria ondulatorie a luminii și pentru calculul forței centrifuge.

## Lucrări
- 1649 – De iis quae liquido supernatant (About the parts above the water, unpublished)
- 1651 – Cyclometriae
- 1651 – Theoremata de quadratura hyperboles, ellipsis et circuli (theorems concerning the quadrature of the hyperbola, ellipse and circle, Huygens' first publication)
- 1654 – De circuli magnitudine inventa
- 1656 – De Saturni Luna observatio nova (About the new observation of the moon of Saturn – discovery of Titan)
- 1656 – De motu corporum ex percussione, published only in 1703
- 1657 – De ratiociniis in ludo aleae = Van reeckening in spelen van geluck (translated by Frans van Schooten)
- 1659 – Systema saturnium (on the planet Saturn)
- 1659 – De vi centrifuga (Concerning the centrifugal force), published in 1703
- 1673 – Horologium oscillatorium sive de motu pendularium (theory and design of the pendulum clock, dedicated to Louis XIV of France)
- 1684 – Astroscopia Compendiaria tubi optici molimine liberata (compound telescopes without a tube)
- 1685 – Memoriën aengaende het slijpen van glasen tot verrekijckers (How to grind telescope lenses)
- 1686 – neerlandeză Kort onderwijs aengaende het gebruijck der horologiën tot het vinden der lenghten van Oost en West (How to use clocks to establish the longitude)
- 1690 – Traité de la lumière
- 1690 – Discours de la cause de la pesanteur (Discourse about gravity, from 1669?)
- 1691 – Lettre touchant le cycle harmonique (Rotterdam, concerning the 31-tone system)
- 1698 – Cosmotheoros  (solar system, cosmology, life in the universe)
- 1703 – Opuscula posthuma including
  - De motu corporum ex percussione (Concerning the motions of colliding bodies – contains the first correct laws for collision, dating from 1656).
  - Descriptio automati planetarii (description and design of a planetarium)
- 1724 – Novus cyclus harmonicus (Leiden, after Huygens' death)
- 1728 – Christiani Hugenii Zuilichemii, dum viveret Zelhemii toparchae, opuscula posthuma ... (pub. 1728) Alternate title: Opera reliqua, concerning optics and physics

- 1888–1950 – Huygens, Christiaan. Oeuvres complètes. The Hague Complete work, editors D. Bierens de Haan (tome=deel 1-5), J. Bosscha (6-10), D.J. Korteweg (11-15), A.A. Nijland (15), J.A. Vollgraf (16-22).

Tome I: Correspondance 1638–1656 (1888). Tome II: Correspondance 1657–1659 (1889). Tome III: Correspondance 1660–1661 (1890). Tome IV: Correspondance 1662–1663 (1891). Tome V: Correspondance 1664–1665 (1893). Tome VI: Correspondance 1666–1669 (1895). Tome VII: Correspondance 1670–1675 (1897). Tome VIII: Correspondance 1676–1684 (1899). Tome IX: Correspondance 1685–1690 (1901). Tome X: Correspondance 1691–1695 (1905).
Tome XI: Travaux mathématiques 1645–1651 (1908). Tome XII: Travaux mathématiques pures 1652–1656 (1910). 
Tome XIII, Fasc. I: Dioptrique 1653, 1666 (1916). Tome XIII, Fasc. II: Dioptrique 1685–1692 (1916). 
Tome XIV: Calcul des probabilités. Travaux de mathématiques pures 1655–1666 (1920). 
Tome XV: Observations astronomiques. Système de Saturne. Travaux astronomiques 1658–1666 (1925). 
Tome XVI: Mécanique jusqu’à 1666. Percussion. Question de l'existence et de la perceptibilité du mouvement absolu. Force centrifuge (1929). Tome XVII: L’horloge à pendule de 1651 à 1666. Travaux divers de physique, de mécanique et de technique de 1650 à 1666. Traité des couronnes et des parhélies (1662 ou 1663) (1932). Tome XVIII: L'horloge à pendule ou à balancier de 1666 à 1695. Anecdota (1934). Tome XIX: Mécanique théorique et physique de 1666 à 1695. Huygens à l'Académie royale des sciences (1937). 
Tome XX: Musique et mathématique. Musique. Mathématiques de 1666 à 1695 (1940). 
Tome XXI: Cosmologie (1944). 
Tome XXII: Supplément à la correspondance. Varia. Biographie de Chr. Huygens. Catalogue de la vente des livres de Chr. Huygens (1950).

## Lucruri numite după Huygens
În cinstea sa, numele Huygens a fost dat unor software-uri, elemente geografice, ecuații matematice sau aparate, printre care:
1. Sonda de explorare Huygens a coborât pe satelitul saturnian Titan în cadrul misiunii Cassini-Huygens de studiere a planetei cu inel
2. Asteroidul 2801 Huygens
3. Un crater de pe planeta Marte
4. Mons Huygens, un munte de pe Lună
5. Huygens Software, un pachet de programe destinat procesării imaginilor.
6. Un ocular acromatic din două piese.
7. Principiul Huygens–Fresnel, un model simplu care explică felul cum are loc propagarea undelor
8. Ecuațiile de undă Huygens, formule matematice de bază folosite în teoria scalară a difracției.

### Izvoare primare, traduceri
- Lucrări de Christiaan Huygens la Proiectul Gutenberg
  - Treatise on Light translated into English by Silvanus P. Thompson, Project Gutenberg etext.
- De Ratiociniis in Ludo Aleae or The Value of all Chances in Games of Fortune, 1657 Christiaan Huygens' book on probability theory. An English translation published in 1714. Text pdf file.
- Horologium oscillatorium (German translation, pub. 1913) or Horologium oscillatorium (English translation by Ian Bruce) on the pendulum clock
- ΚΟΣΜΟΘΕΩΡΟΣ (Cosmotheoros). (English translation of Latin, pub. 1698; subtitled The celestial worlds discover'd: or, Conjectures concerning the inhabitants, plants and productions of the worlds in the planets.)
- Traité de la lumière or Treatise on light (English translation, pub. 1912 and again in 1962)
- Systema Saturnium 1659 text a digital edition of Smithsonian Libraries
- On Centrifugal Force (1703)
- Huygens' work at WorldCat Arhivat în 23 octombrie 2020, la Wayback Machine.
- Christiaan Huygens biography and achievements
- Portraits of Christiaan Huygens

### Muzee
- Huygensmuseum Hofwijck Arhivat în 16 iulie 2007, la Wayback Machine. in Voorburg, Netherlands, where Huygens lived and worked.
- Huygens Clocks Arhivat în 29 septembrie 2007, la Wayback Machine. exhibition from the Science Museum, London
- LeidenUniv.nl, Exhibition on Huygens in University Library Leiden nl

### Altele
- O'Connor, John J.; Robertson, Edmund F., „Christiaan Huygens”, MacTutor History of Mathematics archive, University of St Andrews.
- Huygens and music theory Huygens–Fokker Foundation —on Huygens' 31 equal temperament and how it has been used
- Christiaan Huygens on the 25 Dutch Guilder banknote of the 1950s. Arhivat în 13 decembrie 2011, la Wayback Machine.
- Christiaan Huygens at the Mathematics Genealogy Project
- How to pronounce "Huygens" Arhivat în 5 februarie 2003, la Wayback Machine.
- Lucrări de Christiaan Huygens la LibriVox (cărți audio aflate în domeniul public)